# Paradolmen del Camp d’en Güitó

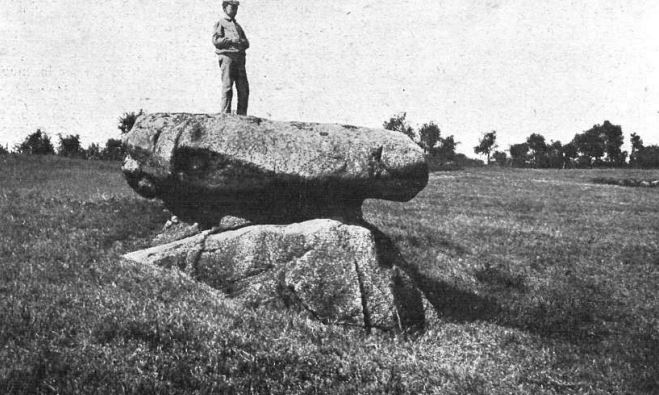
Paradolmen

Der Paradolmen del Camp d'en Güitó (auch Paradolmen de l'Oliveret oder Roca del Prat genannt) liegt nordwestlich von Romanyà de la Selva, einem Dorf in Santa Cristina d’Aro im Süden der Comarca Baix Empordà in der Provinz Girona in Katalonien in Spanien.
Die Kammer aus drei Steinen ist etwa 2,0 m lang, 0,7 m breit und 1,0 m hoch. Andere Steine, die auf eine Einstufung als Paradolmen schließen lassen, liegen in unmittelbarer Nähe. Da ein Großteil der Konstruktion natürlichen Ursprungs ist, spricht man von einem Paradolmen. Etwa 8,0 m südlich liegt die Steinkiste „Cista de l'Oliveret“.
Funde wurden bei der Ausgrabung von J. M. Almeda nicht gemacht. Bei der Ausgrabung von L. Luis Esteva ist ein Stück Keramik, von erdiger Farbe gefunden worden.
Es ist unklar, ob es sich bei der von A. Lozano und A. Solà entdeckten und von J. M. Almeda und L. Luis Esteva ausgegrabenen Nord-Süd-orientierten Anlage um einen Dolmen, einen Paradolmen oder eine Steinkiste handelt. Die Anlage aus Granit wird ins Chalkolithikum datiert (2200–1800 v. Chr.)
In der Nähe liegen der Dolmen Cova d’en Daina und die Cista de la Carretera de Calonge.